# 五桠果目
五桠果目，又名第伦桃目（學名：Dilleniales，舊稱第倫桃部），只有1科10属约300种。
1981年的克朗奎斯特分类法将其列在五桠果亚纲中，包括2科—五桠果科和芍药科，1998年根据基因亲缘关系分类的APG 分类法不承认这个目，将芍药科列在虎耳草目之下，将五桠果科直接列在核心真双子叶植物分支之下，不属于任何一目，2003年经过修订的APG II 分类法维持原分类，但2007年2月21日新修订的结果是恢复五桠果目，只包括五桠果科一个科。

## 下级分类
本目包括以下科：
- 五桠果科 Dilleniaceae

科的地位未定的属：
- Dillenioxylon Gregus, 1969